# No Free Lunch

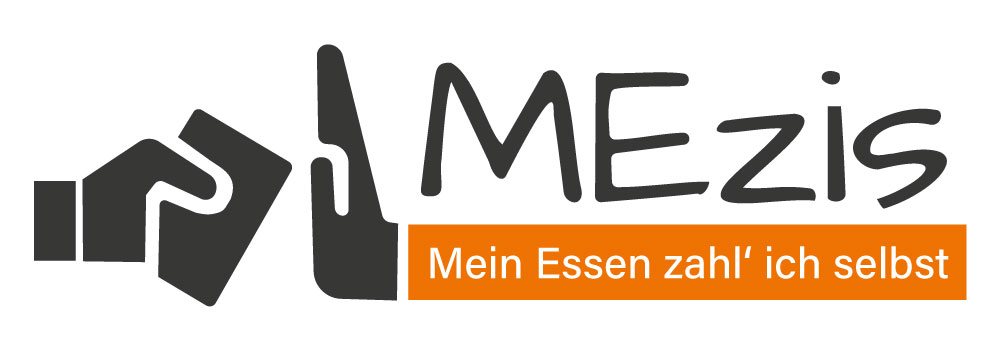
Logo de la asociación "MEZIS". La mano muestra la actitud desdeñosa hacia los intentos de influencia de la industria farmacéutica.

No Free Lunch (en inglés: No hay almuerzo gratis) es una organización de presión de Estados Unidos que mantiene que los métodos de marketing empleados por la industria farmacéutica influyen en la forma en la que los médicos y otros trabajadores sanitarios prescriben medicamentos. El grupo intenta convencer a los médicos de que se nieguen a aceptar regalos, dinero u hospitalidad de empresas farmacéuticas porque, según la organización, estos regalos crean un conflicto de interés. El grupo también aboga por una involucración menor de las compañías farmacéuticas en la educación y práctica médica.

## Historia
La organización fue fundada en 2000 por Bob Goodman, un internista de Nueva York. La mayoría de los, aproximadamente, 500 miembros son médicos, aunque también hay algunos asistentes sanitarios, enfermeros y otros practicantes.
El grupo apareció en los medios en 2005 cuando la American Academy of Family Physicians se negó a ceder el uso de un espacio a No Free Lunch para su asamblea científica anual. Un portavoz de la academia argumentó que el diálogo entre médicos y exhibidores es "importante y sano" y que No Free Lunch busca eliminar ese diálogo. En menos de una semana tras el rechazo inicial, la academia rectificó su decisión y permitió a No Free Lunch el uso de un puesto, citando discusiones dentro del grupo y comentarios de miembros.
El American College of Physicians también rechazó un espacio de exhibición a No Free Lunch en su Sesión Anual, citando un evento de 2001 en el que una persona que decía representar a No Free Lunch llevó a periodistas de investigación con una cámara oculta dentro del espacio de exhibición.
En colaboración con la American Medical Student Association, No Free Lunch organizó una "pharmfree campaign", en la que estudiantes de medicina y otros debatían los problemas de la involucración de las empresas farmacéuticas en la comunidad médica.

## Actividades de presión
El grupo intenta que los trabajadores de la salud firmen la promesa No Free Lunch. Los profesionales de la salud que firman la promesa acuerdan "no aceptar dinero, regalos, u hospitalidad de la industria farmacéutica; buscar fuentes imparciales de información y no confiar en la información diseminada por las empresas farmacéuticas; y evitar conflictos de interés en [su] práctica, enseñanza, y/o investigación." En 2004, la promesa tenía unos 300 firmantes. Los pacientes pueden utilizar un directorio proveído por el grupo para encontrar médicos que la firmaron.
El grupo mantiene que los médicos prescriben medicamentos de los que han recibido promoción más que otras opciones mejores o más baratas porque están observados por las empresas farmacéuticas cuyos regalos aceptan. Algunos médicos argumentan que no están influenciados por el marketing de la industria farmacéutica y que no es necesario rechazar sus regalos.
No Free Lunch también argumenta que los médicos no deberían aceptar muestras de médicamentos para dar a los pacientes, ya que el grupo cree que estas muestras provocarán que los médicos prescriban esos medicamentos más que otros. Algunos representantes de empresas farmacéuticas argumentan que las muestras gratuitas se pueden dar a pacientes indigentes.
El grupo también busca convencer a los médicos de no confiar en investigaciones proveídas por las empresas farmacéuticas para su información sobre medicamentos, sino basar sus decisiones únicamente en evidencia científica imparcial. No Free Lunch trabaja con el grupo australiano Healthy Skepticism para pedir a los médicos que utilizan materiales educativos independientes en lugar de materiales financiados por la industria farmacéutica.
También abogan por una involucración menor de las empresas farmacéuticas en la financiación de la educación médica.
No Free Lunch argumenta que los encuentros educativos que tienen lugar durante comidas pagadas por empresas farmacéuticas constituyen un método publicitario conocido como marketing directo al médico, en los que los representantes de las empresas farmacéuticas interactúan con los médicos y les proporcionan información promocional. Pharmaceutical Research and Manufacturers of America, un grupo que representa a la mayor parte de la industria farmacéutica de Estados Unidos, argumenta que los encuentros entre sus representantes y los médicos son importantes para educar a los médicos sobre sus productos, y que pagarles la comida puede ser la única forma de encajar dichos encuentros en las apretadas agendas de los médicos.
No Free Lunch no culpa a las empresas farmacéuticas de intentar promocionar y vender sus productos; el grupo cree que éste es el trabajo de las empresas. En su lugar, creen que son los médicos los que se dejan cortejar y convencer por los anunciantes.